# الدوري البرتغالي الدرجة الثانية 2010-11
الدوري البرتغالي الدرجة الثانية 2010-11 (بالبرتغالية: II Divisão B de 2010–11‏) هو موسم من الدوري البرتغالي الدرجة الثانية. أشرف على تنظيمه اتحاد البرتغال لكرة القدم، وفاز فيه نادي أونياو دا ماديرا.